# Tuffi ai Giochi della X Olimpiade - Piattaforma maschile
La competizione della piattaforma maschile  di tuffi ai Giochi della X Olimpiade si è svolta il giorno 13 agosto 1932 al Los Angeles Swimming Stadium.

## Risultati
8 tuffi, 5 obbligatori e 5 liberi dalle piattaforme di 5 o 10 metri.
| Pos.    | Atleta               | Nazione     | Serie tuffi | Serie tuffi | Serie tuffi | Serie tuffi | Totale |
| Pos.    | Atleta               | Nazione     | 1° - 5°     | 2° - 6°     | 3° - 7°     | 4° - 8°     | Totale |
| ------- | -------------------- | ----------- | ----------- | ----------- | ----------- | ----------- | ------ |
| Oro     | Harold Smith         | Stati Uniti | 10,08 17,16 | 13,68 19,80 | 14,40 18,04 | 15,30 16,34 | 124,80 |
| Argento | Michael Galitzen     | Stati Uniti | 9,84 18,48  | 14,44 17,94 | 13,76 16,72 | 14,62 18,48 | 124,28 |
| Bronzo  | Frank Kurtz          | Stati Uniti | 9,36 16,28  | 12,54 17,10 | 14,08 20,24 | 12,58 19,80 | 121,98 |
| 4       | Josef Staudinger     | Austria     | 8,88 13,68  | 13,30 16,28 | 12,80 14,96 | 11,22 12,32 | 103,44 |
| 5       | Carlos Curiel Galván | Messico     | 8,40 10,80  | 8,74 10,12  | 10,56 11,56 | 10,88 12,76 | 83,82  |
| 6       | Jesús Flores Alba    | Messico     | 5,52 12,80  | 6,46 8,80   | 11,20 9,60  | 8,16 15,40  | 77,94  |
| 7       | Alfred Phillips      | Canada      | 7,20 14,96  | 5,32 12,24  | 12,16 13,68 | 7,14 4,40   | 77,10  |
| 8       | Hidekatsu Ishida     | Giappone    | 8,40 14,82  | 3,42 7,92   | 7,04 11,16  | 9,52 13,64  | 75,92  |